# Merrill (Oregón)
Merrill es una ciudad ubicada en el condado de Klamath en el estado estadounidense de Oregón. En el año 2000 tenía una población de 897 habitantes y una densidad poblacional de 787 personas por km².

## Geografía
Merrill se encuentra ubicada en las coordenadas 42°1′32″N 121°35′58″O / 42.02556, -121.59944.

## Demografía
Según la Oficina del Censo en 2000 los ingresos medios por hogar en la localidad eran de $23,304 y los ingresos medios por familia eran $27,639. Los hombres tenían unos ingresos medios de $26,250 frente a los $19,583 para las mujeres. La renta per cápita para la localidad era de $11,803. Alrededor del 24% de la población estaban por debajo del umbral de pobreza.